# 花ノ本寿稀
花ノ本 寿稀（はなのもと としき、1946年（昭和21年）4月30日 - ）は、日本の舞踊家。埼玉県蕨市出身。蕨市文化協会副会長、邦楽舞踊連盟会長、日本舞踊協会・東京支部城西ブロック会員。

## 来歴
- 1946年（昭和21年）- 蕨市南町に生まれる。
- 1950年（昭和25年）- 日本舞踊を習い、縁あって花ノ本葵に師事。高校生の時に名取となり、その際、父親から「古稀まで踊れれば」という思いを籠めて寿稀と名付けられた。
- 1964年（昭和39年）- 宗家第15世花ノ本寿の内弟子となる。
- 1966年（昭和41年）- 二十歳で師範となり出生地である埼玉県蕨市にて花ノ本流 としき会として日本舞踊を教える。
- 1970年（昭和45年）- 第一回「としき会」主催（埼玉会館）。その後、3年毎開催になる。
- 2年毎に宗家主催の「花ノ本会」（国立劇場大劇場）に出演。
- 報知新聞主催「華扇会」（国立劇場大劇場）に出演。
- 東京新聞社主催「女流名家」（国立劇場大劇場）に出演。
- 日本舞踊協会主催に出演。
- 1993年（平成5年）- 蕨市舞踊連盟会長に就任。（～平成14年）
- 1996年（平成8年）- くるみ保育園の園児に月2回の稽古をつける。
- 1998年（平成10年）- 蕨市文化協会理事長に就任。（～平成14年）蕨市中学生国際交流派遣生徒に日本文化を指導。
- 2001年（平成13年）- 埼玉県文化ともしび賞受賞。
- 2002年（平成14年）- たんぽぽ保育園の園児に月2回の稽古をつける。
- 2003年（平成15年）- 蕨市邦楽舞踊連盟副会長に就任。現在に至る。
- 2004年（平成16年）- 蕨市文化協会副会長に就任。現在に至る。
- 2014年（平成26年）3月9日 - 蕨市文化協会創立五十周年記念事業の実行委員長を務める。
- 現在、社団法人 日本舞踊協会会員。芸能学会会員。埼玉県邦楽連盟会員。
- 2016年（平成28年）に師籍50周年を迎えた。

## 人物
- 純パの会会員（ロッテファン）

## 近年の主な公演
- 2018年（平成30年）2月7日　としき会（蕨市民会館コンクレレホール）
- 2018年（平成30年）4月28日　第四十三回　花ノ本会（国立劇場大劇場）
- 2018年（平成30年）4月29日　わらび藤まつり（わらび三学院境内）

| スタブアイコン | サブスタブ | この項目は、まだ閲覧者の調べものの参照としては役立たない、人物に関連した書きかけの項目です。この項目を加筆・訂正などしてくださる協力者を求めています（P:人物伝/PJ:人物伝）。 |